# Kokemäenjoki
Kokemäenjoki (szw. Kumo älv) – rzeka w Finlandii, na Pojezierzu Fińskim, o długości 121 km.